# Кожухин, Денис Викторович
Денис Викторович Кожухин (род. 2 июля 1986, Горький) — российский пианист.

## Биография
Родился в музыкальной семье, его отец — руководитель младшей хоровой школы «Жаворонок». Начал заниматься музыкой с 5 лет. До 2000 года он учился в детской музыкальной школе при Нижегородском музыкальном училище в классе заслуженного работника культура России Н. Н. Фиш. С 1996 по 1999 годы Д. Кожухин являлся участником ежегодного нижегородского фестиваля «Новые имена», стипендиатом Международного благотворительного фонда «Новые имена», фонда «Юные дарования России» и Детского фонда. В этот период он стал лауреатом областного конкурса пианистов, обладателем Гран-при на VII Международном фестивале в Отранто (Италия) и международном фестивале памяти Святослава Рихтера в Париже.
В 2000—2007 гг. Денис Кожухин учился в Высшей школе музыки королевы Софии в Испании, в классе профессора Дмитрия Башкирова и его ассистента Клаудио Мартинеса Менера. Диплом об окончании школы ему лично вручила королева Испании София, поскольку Кожухин был признан лучшим студентом выпуска. Кроме того, основанное им трио «Сервантес» дважды становилось лучшим камерным ансамблем школы. После Мадрида Денис Кожухин поступил в Фортепианную академию на озере Комо, где занятия вели Фу Цонг, Станислав Юденич, Петер Франкл, Борис Берман, Чарльз Розен, Андреас Штайер и другие известные музыканты. Свое образование он завершил в Штутгарте, под руководством Кирилла Герштейна.
В 2001 году Кожухин завоевал I премию на VII Международном конкурсе в Андорре, летом того же года принял участие в фестивале в городе Вербье (Швейцария), где был награждён специальной премией. В 2005 году по итогам учебного года получил диплом лучшего ученика кафедры фортепиано Д. А. Башкирова. В том же году участвовал в фестивале «Марта Аргерих представляет» в Лугано (Швейцария). Участник также многих международных музыкальных фестивалей, в том числе Международного фестиваля искусств имени Сахарова (Нижний Новгород, 2002, 2006). Гастролировал в Испании, Франции, Италии, Германии, Швейцарии, Доминиканской республике.
Сольные дебюты Дениса Кожухина состоялись в Концертгебау (цикл концертов «Мастера фортепиано»), Тонхалле (Цюрих), Вигмор-холле (Лондон), а также на Фестивале в Мекленбурге-Передней Померании и Фестивале им. А. Дворжака в Праге. Весной 2013 года на студии Onyx Classics вышел дебютный диск пианиста с сонатами Прокофьева № 6, 7 и 8. За выходом диска последовали концерты в японском городе Мусасино, где Денис Кожухин исполнил все сонаты Прокофьева. В мае 2013 года он исполнил «военные» сонаты композитора на фестивале «Всё остальное – шум» в лондонском Зале королевы Елизаветы.
В 2009 году Денис Кожухин стал победителем конкурса Vendome Prize в Лиссабоне, а в 2006 году – лауреатом Международного конкурса пианистов в Лидсе (III премия). В 2010 году музыкант одержал победу на Конкурсе имени королевы Елизаветы.